# آخرین عشق (فیلم ۲۰۱۳)
آخرین عشق آقای مورگان (انگلیسی: Mr. Morgan's Last Love) فیلمی در ژانر درام و کمدی-درام است که در سال ۲۰۱۳ منتشر شد.

## بازیگران
- مایکل کین
- کلیمانس پوزی
- جیلین اندرسون
- جاستین کرک
- جین الکساندر
- آنا آلوارو